# Oyinkan Braithwaite
Oyinkan Braithwaite (* 1988 in Lagos, Nigeria) ist eine nigerianisch-britische Schriftstellerin. Sie wuchs in Nigeria und in London auf. Im Jahr 2001 kehrte sie mit ihrer Familie nach Nigeria zurück. Sie studierte Jura und Kreatives Schreiben an der University of Surrey und an der Kingston University. Im Jahr 2012 kehrte sie wieder nach Nigeria zurück. Dort arbeitete sie als Assistant Editor im Verlag Kachiko. Mit ihrem im Jahr 2018 veröffentlichten ersten Roman „My Sister, the Serial Killer“ gelang ihr ein internationaler Erfolg. Im Jahr 2021 publizierte sie ihren zweiten Roman „The baby is mine“, in dem die Corona-Pandemie thematisiert wird.
In ihren Romanen schildert Braithwaite das Leben in Nigeria. Dabei „verweigert [sie] sich aber dem Autorinnen wie ihr oft untergeschusterten Auftrag, in ihrer Literatur eine ‚universell nigerianische‘ Erfahrung teilen zu müssen“.

## Auszeichnungen
- 2014: Shortlisted als eine der top ten spoken word artists in the Eko Poetry Slam
- 2016: Nominiert für den Commonwealth Short Story prize
- 2019: Gewinnerin Anthony Award für den besten Debütroman[2]
- 2019: Gewinnerin LA Times Award for Best Crime Thriller in 2019
- 2019: Shortlisted Women’s Prize for Fiction in 2019
- 2019: Longlisted Booker Prize 2019[3]
- 2019: Shortlisted 2019 Amazon Publishing Readers’ Awards[4]
- 2020: Gewinnerin 2020 Crime and Thriller Book of the Year in the British Book Awards[5][6]
- 2020: Shortlisted 2020 Theakston's Old Peculier Crime Novel of the Year Award[7]

## Publikationen
- Oyinkan Braithwaite: The Driver (2010) – short stories[8]
- Tola Odejayi, Samuel Okopi, Oyinkan Braithwaite, Olachi Ekechukwu, Obinna Udenwe: Icatha. the soul eater and other stories. NS Publishing Ltd., [Nigeria] 2013
- Oyinkan Braithwaite: Thicker Than Water. Qamina, Lagos 2017 (E-Book). 1. Druckausgabe: My Sister, the Serial Killer. Doubleday, New York 2018. Deutsche Ausgabe: Meine Schwester, die Serienmörderin. Blumenbar-Verlag Berlin 2020. ISBN 978-3-351-05074-0
- Oyinkan Braithwaite: The baby is mine. Atlantic Books London 2021. ISBN 978-1-83895-256-3 Deutsche Ausgabe: Das Baby ist meins. Blumenbar-Verlag Berlin 2021. ISBN 978-3-351-05089-4